# Gärningsman
Gärningsman, är en juridisk term för den som begått en brottslig gärning eller som på grund av sin starka medverkan i brott är att anse såsom delaktig i brottet i egenskap av medgärningsman.
På medeltiden betydde ordet gärningsman hantverkare. Termen gärningsmän omnämns synonymt med hantverkare fram till sent 1800-tal. I husförhörslängderna från bland annat Småland finns noterat om socknens gärningsmän, här omnämns bland andra sockenskräddaren som gärningsman.